# Буркун
Бурку́н (Melilotus), також відомий як донник (від д.-рус. дъна — «хвороба»), гуньба — рід рослин родини бобових. Види роду — поширені лучні трави та бур'яни на сільськогосподарських землях.

## Назва
Родова латинська назва походить від дав.-гр. μελίλωτος і означає «медова конюшина» (від μέλι — «мед» і λωτός — «конюшина», «лотос»).

## Опис
Велика трав'яниста рослина заввишки до 2 м.

## Поширення та середовище існування
Батьківщиною роду є Європа і Азія, але зараз він розповсюджений по всьому світу. Росте на пустириськах, схилах балок, пасовиськах, біля доріг та канав, а також як бур'ян у садах.

## Практичне використання
Квітки буркуну підмішують до вищих сортів тютюну для додання аромату.
Сухе листя буркуну додають до молока під час скисання для виготовлення сирів. У Швейцарії в кантоні Гларус ретельно відібране й висушене листя буркуну додають до так званого «зеленого швейцарского сиру», відомого своїм оригінальним смаком.
У Німеччині та Польщі листя й квітки буркуну здавна чавлять для ароматизації пива та різних настоїв. У Болгарії, Румунії, Молдові відваром буркуну запарюють бочки перед заливанням вина та солінням помідорів і огірків.

## Види
- Melilotus albus — Буркун білий
- Melilotus altissimus
- Melilotus dentatus
- Melilotus elegans
- Melilotus hirsutus
- Melilotus indicus — Буркун індійський
- Melilotus infestus
- Melilotus italicus — Буркун італійський
- Melilotus macrocarpus
- Melilotus messanensis
- Melilotus neapolitanus
- Melilotus officinalis — Буркун лікарський
- Melilotus polonicus — Буркун польський
- Melilotus segetalis
- Melilotus serratifolius
- Melilotus speciosus
- Melilotus suaveolens
- Melilotus sulcatus
- Melilotus tauricus
- Melilotus wolgicus

## Галерея

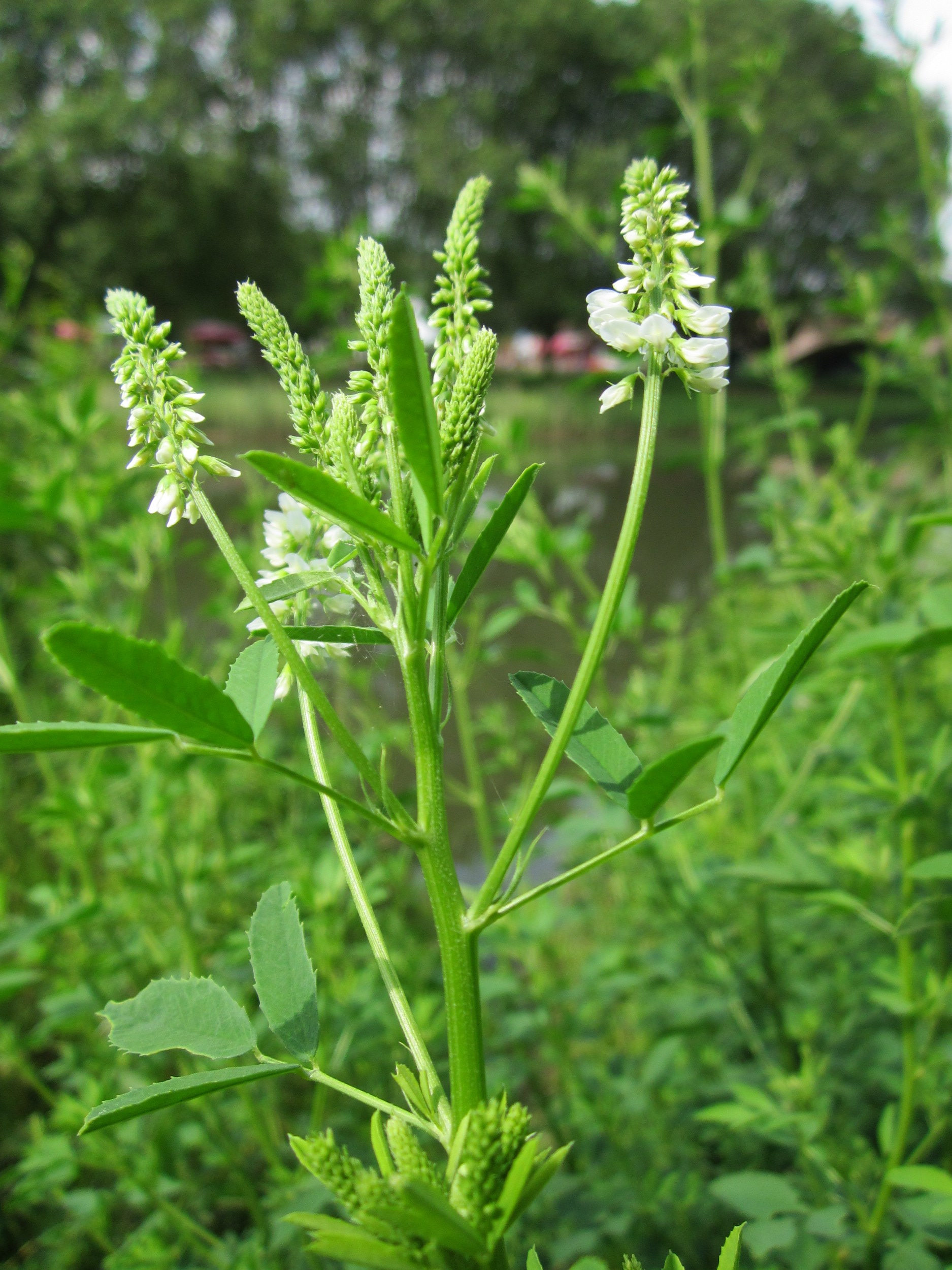
Melilotus albus — Буркун білий
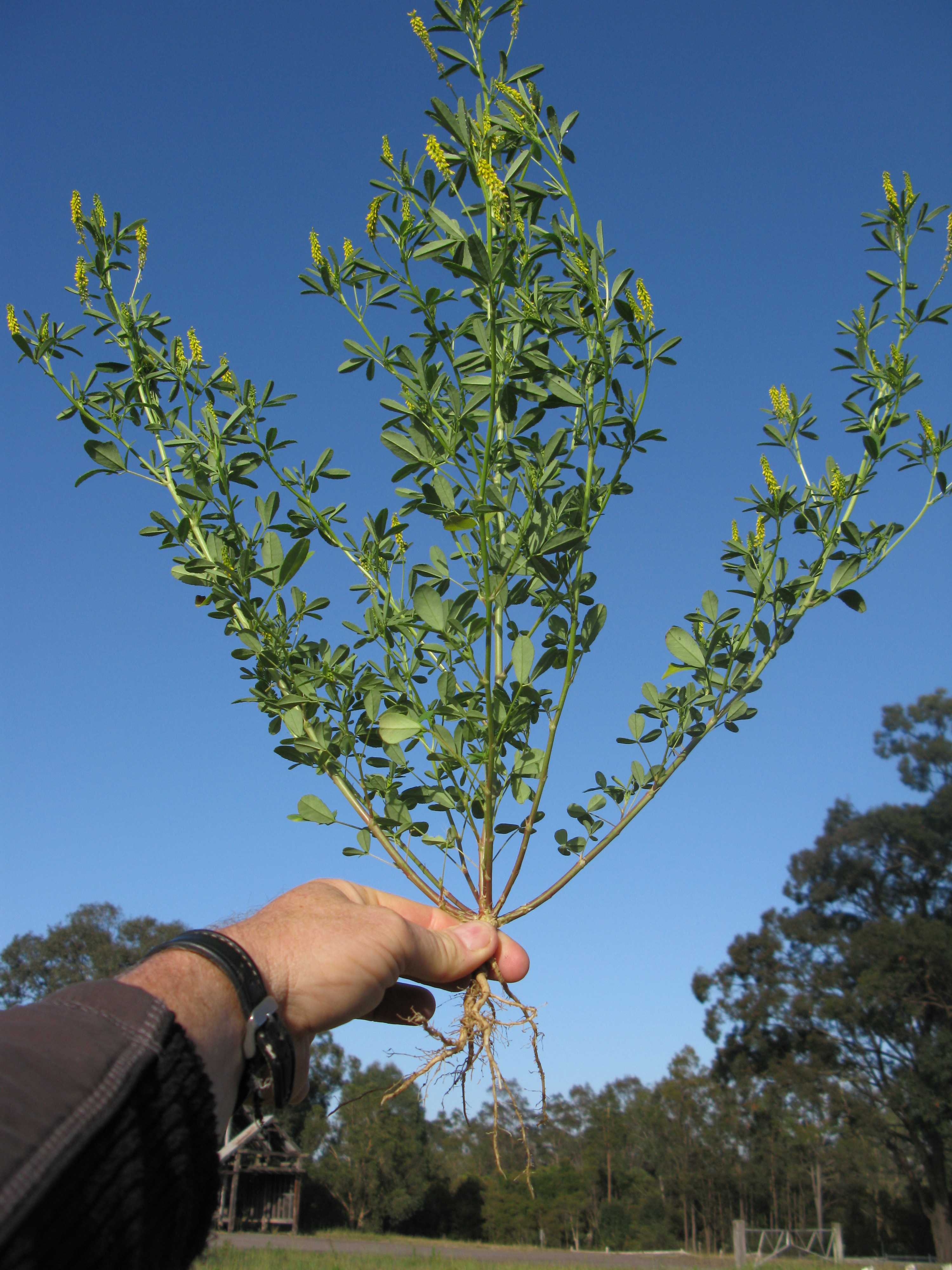
Melilotus indicus — Буркун індійський
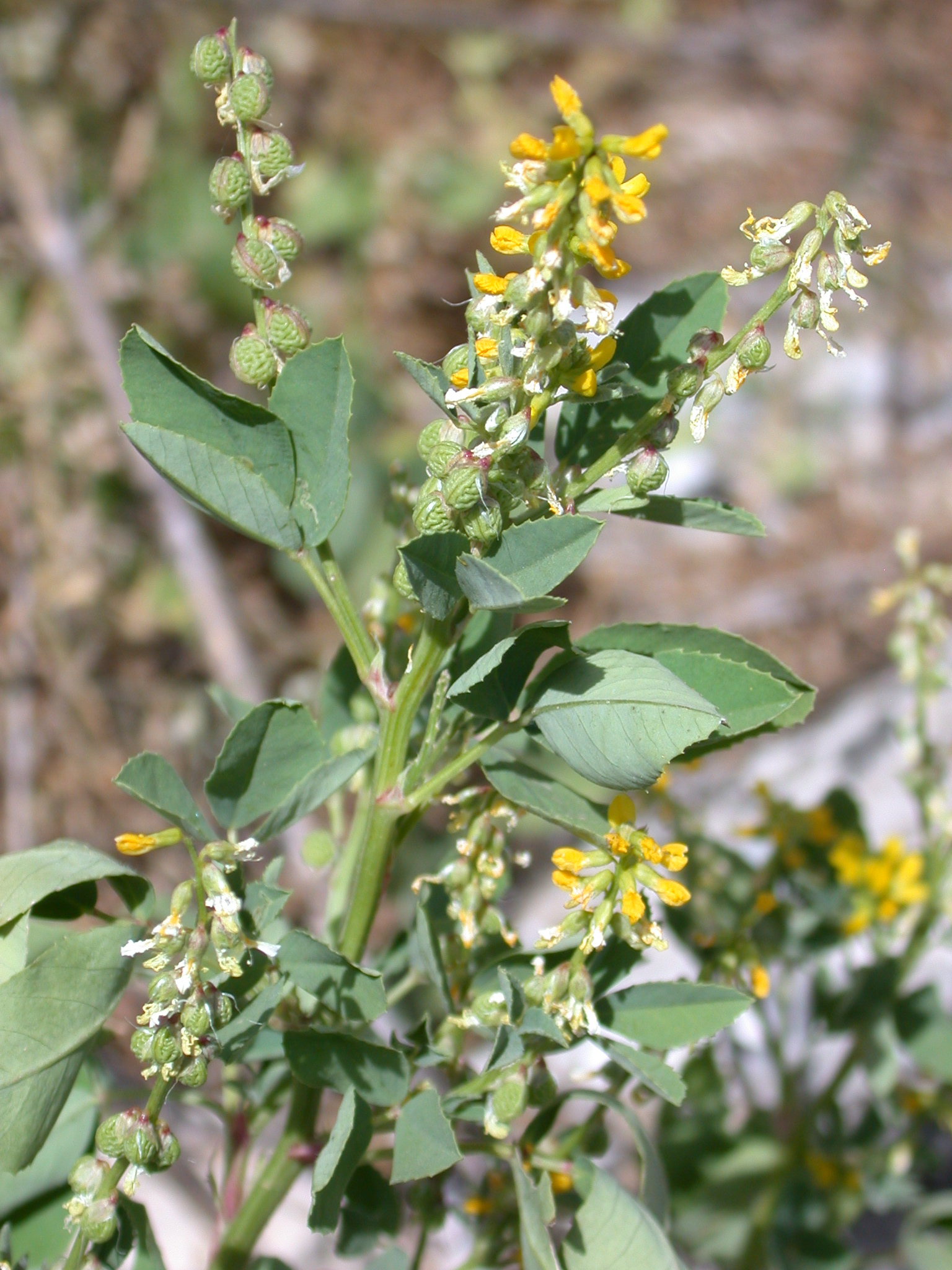
Melilotus italicus — Буркун італійський
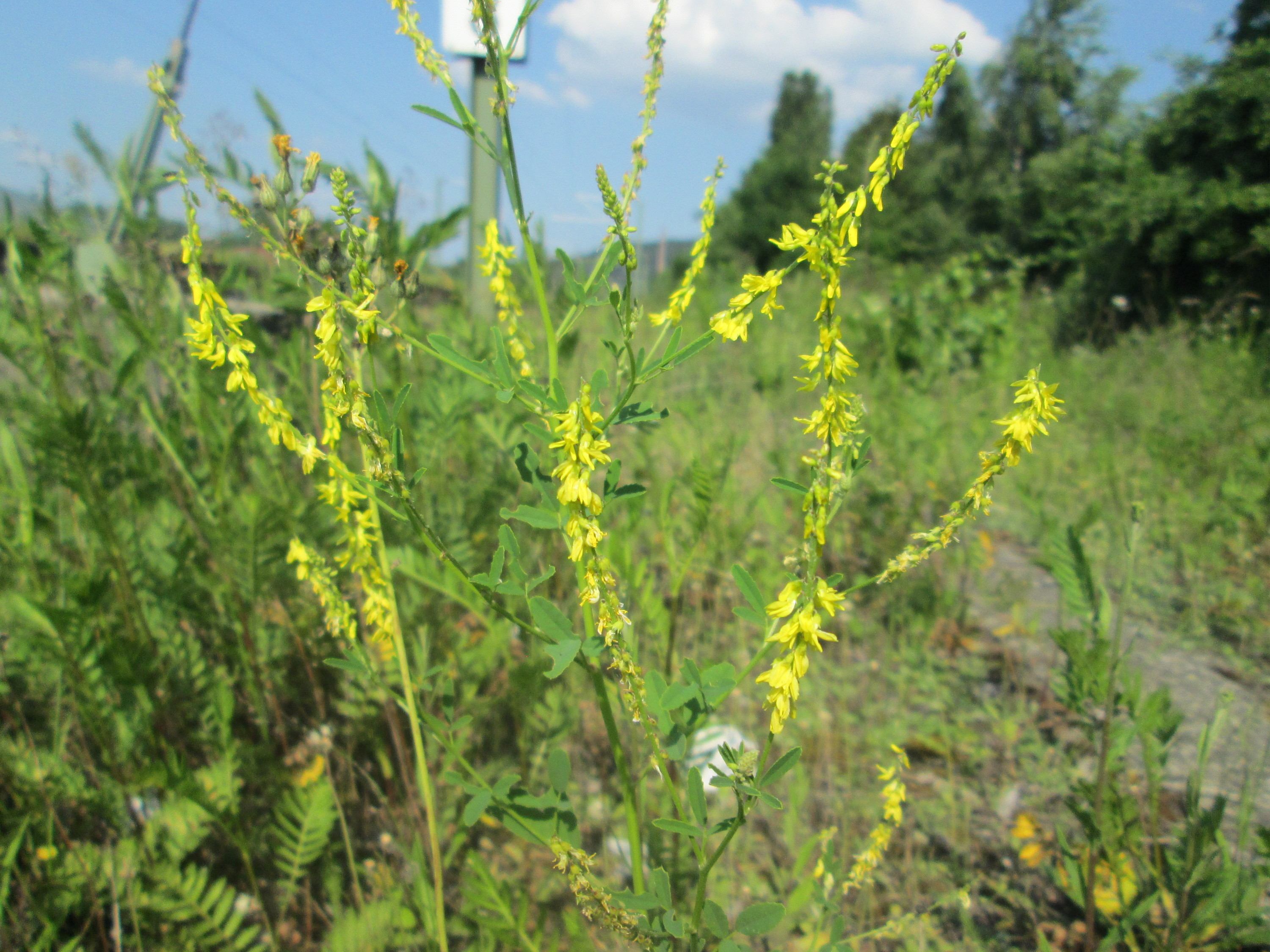
Melilotus officinalis — Буркун лікарський